# تششمه سفيدروتوند (مقاطعة غيلانغرب)
تششمه‌سفيدروتوند (بالفارسية: چشمه‌سفیدروتوند) هي قرية تقع في كرمانشاه في إيران. يقدر عدد سكانها بـ 33 نسمة بحسب إحصاء 2016.